# Lapinsaari (ö i Finland, Kajanaland, Kehys-Kainuu, lat 64,72, long 28,60)
Lapinsaari är en ö i Finland. Den ligger i sjön Hyrynjärvi och i kommunen Hyrynsalmi i den ekonomiska regionen  Kehys-Kainuu  och landskapet Kajanaland, i den centrala delen av landet, 500 km norr om huvudstaden Helsingfors. Öns area är 1,2 hektar och dess största längd är 230 meter i öst-västlig riktning.